# Carcelia diacrisiae
Carcelia diacrisiae är en tvåvingeart som beskrevs av Sellers 1943. Carcelia diacrisiae ingår i släktet Carcelia och familjen parasitflugor. Inga underarter finns listade i Catalogue of Life.